# Johann Nepomuk von Harscher
Johann Nepomuk von Harscher (* 17. Dezember 1769 in Landshut; † 30. Oktober 1834 in Regensburg) war ein königlich bayerischer Offizier, zuletzt im Rang eines Generalmajors, und Kommandant von Lindau und Wülzburg. Er war seit 1807 Ritter des Militär-Max-Joseph-Ordens.

## Leben
Harscher war der Sohn des kurfürstlich bayerischen Regierungsrates zu Landshut Franz Xaver von Harscher auf Paindlkofen und Babing und dessen Frau Maria Mechtildis, eine geborene Farmbacher.
Nachdem er das Gymnasium absolviert hatte, trat Harscher am 2. Mai 1785 als Kadett in das Kürassier-Regiment „Graf Ysenburg“ ein, in welchem er am 1. April 1790 zum Estandartführer ernannt wurde. Erst fünf Jahre später, am 29. Juli 1795, erfolgte seine Beförderung zum Unterleutnant, am 8. März 1798 die zum Oberleutnant und am 22. Juni 1800 seine Ernennung zum Rittmeister. Als solcher nahm er 1805 mit seiner Einheit, die seit dem 11. März 1804 1. Dragoner-Regiment „Graf Minucci“ hieß, am Feldzug gegen Österreich teil. Während der Verfolgung des Gegners am 12. Oktober 1805 stürzte er vom Pferd und zog sich einen Leistenbruch zu.
Im folgenden Feldzug gegen Preußen 1806 bis 1807 hatte Harscher mehrfach Gelegenheit sich auszuzeichnen. Am 15. August 1806 zum Major im 3. Chevaulegers-Regiment befördert, nahm er an der Belagerung von Glogau teil. Während der Kämpfe um Breslau am 15. November 1806 führte er die Vorhut und konnte bei einem Streifzug mit 80 Mann 36 Gefangene und 39 Pferde einbringen. Bei einem Vorpostengefecht bei Weißenrode am 2. Januar 1807 kommandierte Harscher die Arrieregarde und konnte mit heftigem Widerstand die preußischen Angriffe abwehren. Im Armeebefehl vom 18. Januar 1807 wurde Harscher belobend erwähnt. Mit Brevet vom 5. März und im Armeebefehl vom 31. März 1807 erhielt er den Orden der französischen Ehrenlegion.
Ein am 11. Juli 1807 im Hauptquartier zu Siemiatycze unter Vorsitz von Generalleutnant Carl Philipp von Wrede abgehaltenes Ordenskapitel des Militär-Max-Joseph-Ordens sprach sich einstimmig für die Aufnahme Harschers als Ritter in den Orden aus, was mit Armeebefehl vom 18. August 1807 auch geschah.
Im Feldzug gegen Österreich 1809 stürzte er während des Gefechtes bei  Neumarkt an der Rott am 24. April erneut vom Pferd, wobei sich auch seine Verletzung von 1805 wesentlich verschlimmerte. Am 29. April 1809 wurde er zum Oberstleutnant im 3. Chevaulegers-Regiment befördert und bereits am 27. Oktober selben Jahres zum Oberst dieser Einheit ernannt. Im Frühjahr 1812 rückte er mit seinem Regiment von Ulm zum Feldzug gegen Russland aus. Auf dem Marsch musste sich Harscher bei Scheßlitz in Folge seiner 1805 und 1809 erlittenen Verletzungen felddienstuntauglich melden und das Regimentskommando abgeben.
Am 15. April 1812 wurde Harscher zum Kommandanten der Stadt und Festung Lindau ernannt und am 17. Dezember 1816 als Kommandant nach Wülzburg versetzt. Nachdem Harscher am 1. Januar 1823 in den Ruhestand trat, wurde ihm am 12. Februar 1823 noch der Charakter als Generalmajor verliehen.
Johann Nepomuk von Harscher starb am 30. Oktober 1834 im Alter von 64 Jahren in Regensburg.